# Wereldkampioenschap schaken 1978

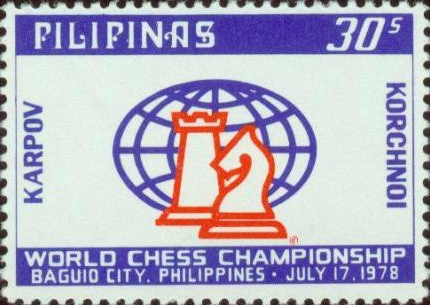
Postzegel van de Filipijnen

Het wereldkampioenschap schaken 1978 bestond uit een reeks kwalificatie-toernooien en matches, culminerend in een match die werd gespeeld tussen regerend wereldkampioen Anatoli Karpov en uitdager Viktor Kortsjnoj.
Deze match vond plaats in Baguio van 18 juli tot en met 17 oktober 1978. Karpov won met 6 - 5 (of 16½ - 15½ met remises meegeteld).

## Match om het wereldkampioenschap

### Voorwaarden en secondanten
De match ging om 6 winstpartijen. Remises telden niet mee.

De secondanten van Karpov waren Joeri Balashov, Igor Zaitsev en Mikhail Tal.

De secondanten van Kortsjnoj waren Raymond Keene, Michael Stean, Jacob Murey en Oscar Panno.

### Scoreverloop
Het scoreverloop was:
|           | 1 | 2 | 3 | 4 | 5 | 6 | 7 | 8 | 9 | 10 | 11 | 12 | 13 | 14 | 15 | 16 | 17 | 18 | 19 | 20 | 21 | 22 | 23 | 24 | 25 | 26 | 27 | 28 | 29 | 30 | 31 | 32 | Totaal |
| --------- | - | - | - | - | - | - | - | - | - | -- | -- | -- | -- | -- | -- | -- | -- | -- | -- | -- | -- | -- | -- | -- | -- | -- | -- | -- | -- | -- | -- | -- | ------ |
| Kortsjnoj | ½ | ½ | ½ | ½ | ½ | ½ | ½ | 0 | ½ | ½  | 1  | ½  | 0  | 0  | ½  | ½  | 0  | ½  | ½  | ½  | 1  | ½  | ½  | ½  | ½  | ½  | 0  | 1  | 1  | 1  | ½  | 0  | 15½    |
| Karpov    | ½ | ½ | ½ | ½ | ½ | ½ | ½ | 1 | ½ | ½  | 0  | ½  | 1  | 1  | ½  | ½  | 1  | ½  | ½  | ½  | 0  | ½  | ½  | ½  | ½  | ½  | 1  | 0  | 0  | 0  | ½  | 1  | 16½    |

### Incidenten
Kortsjnoj was in 1976 van de Sovjet-Unie overgelopen naar 'het Westen'. De match had daarom een sterk politieke achtergrond. De delegaties van beide spelers vochten naast het bord vele, soms tamelijk bizarre, conflicten uit.
Een aantal van de meest bekende:
- Het 'Yoghurt-incident'. Tijdens de tweede partij kreeg Karpov een bekertje yoghurt aangereikt. Om eerdere protesten te parodiëren diende de delegatie van Kortsjnoj een protest in en stelde dat Karpov op deze wijze instructies zou kunnen krijgen. Het protest werd serieus genomen en vervolgens door beide delegaties en in vele media tot de bodem uitgevochten.
- Doctor Zoechar. De parapsycholoog Zoechar maakte deel uit van de delegatie van Karpov. Als hij in de speelzaal zat placht hij onafgebroken naar Kortsjnoj te kijken. Volgens de delegatie van Kortsjnoj probeerde Zoechar Kortsjnoj te hypnotiseren en werd diens spel daardoor negatief beïnvloed. Zoechar's precieze positie in de zaal werd het onderwerp van talloze overleggen en protesten.
- Ananda Marga. Kortsjnoj nam, deels om Dr. Zoechar te bestrijden, een aantal leden van de Ananda Marga beweging in de arm, die werden verdacht van een moordaanslag op een Indiase diplomaat. De kleurrijk uitgedoste figuren namen ook plaats in de speelzaal en gaven daarnaast meditatie-lessen aan Kortsjnoj. Ook dit leverde veel protesten en ophef op. Ten slotte verwijderde Kortsjnoj hen uit zijn omgeving.

## Kandidatenmatches

### Deelnemers
Voor de kandidatenmatches hadden zich geplaatst:
- Bobby Fischer, die bij de vorige cyclus zijn titel niet had verdedigd. Hij weigerde ook in de kandidatenmatches te spelen en werd vervangen door Boris Spasski.
- Viktor Kortsjnoj, finalist van de kandidatenmatches van de vorige cyclus.
- Henrique Mecking, Lev Poloegajevski en Vlastimil Hort vanuit het Interzone-toernooi Manila 1976.
- Bent Larsen, Lajos Portisch en Tigran Petrosjan vanuit het Interzone-toernooi Biel 1976.

### Resultaten
|  | kwartfinale                    | kwartfinale                |                                  |     | halve finale | halve finale |  |  | finale | finale |
|  |                                |                            |                                  |     |              |              |  |  |        |        |
|  |                                |                            |                                  |     |              |              |  |  |        |        |
|  | Il Ciocco, februari-maart 1977 |                            |                                  |     |              |              |  |  |        |        |
|  |                                |                            |                                  |     |              |              |  |  |        |        |
|  | Viktor Kortsjnoj               | 6½                         |                                  |     |              |              |  |  |        |        |
|  | Viktor Kortsjnoj               | 6½                         | Évian-les-Bains, juli 1977       |     |              |              |  |  |        |        |
|  | Tigran Petrosjan               | 5½                         |                                  |     |              |              |  |  |        |        |
|  | Tigran Petrosjan               | 5½                         | Viktor Kortsjnoj                 | 8½  |              |              |  |  |        |        |
|  | Luzern, februari-maart 1977    |                            | Viktor Kortsjnoj                 | 8½  |              |              |  |  |        |        |
|  |                                | Lev Poloegajevski          | 4½                               |     |              |              |  |  |        |        |
|  | Lev Poloegajevski              | Lev Poloegajevski          | 4½                               | 6½  |              |              |  |  |        |        |
|  | Lev Poloegajevski              |                            | Belgrado, november-december 1977 | 6½  |              |              |  |  |        |        |
|  | Henrique Mecking               | 5½                         |                                  |     |              |              |  |  |        |        |
|  | Henrique Mecking               | 5½                         | Viktor Kortsjnoj                 | 10½ |              |              |  |  |        |        |
|  | Reykjavik, februari-maart 1977 |                            | Viktor Kortsjnoj                 | 10½ |              |              |  |  |        |        |
|  |                                | Boris Spasski              | 7½                               |     |              |              |  |  |        |        |
|  | Boris Spasski                  | Boris Spasski              | 7½                               | 8½  |              |              |  |  |        |        |
|  | Boris Spasski                  | Genève, juli-augustus 1977 |                                  | 8½  |              |              |  |  |        |        |
|  | Vlastimil Hort                 | 7½                         |                                  |     |              |              |  |  |        |        |
|  | Vlastimil Hort                 | 7½                         | Boris Spasski                    | 8½  |              |              |  |  |        |        |
|  | Rotterdam, februari-maart 1977 |                            | Boris Spasski                    | 8½  |              |              |  |  |        |        |
|  |                                | Lajos Portisch             | 6½                               |     |              |              |  |  |        |        |
|  | Bent Larsen                    | Lajos Portisch             | 6½                               | 3½  |              |              |  |  |        |        |
|  | Bent Larsen                    |                            |                                  | 3½  |              |              |  |  |        |        |
|  | Lajos Portisch                 | 6½                         |                                  |     |              |              |  |  |        |        |
|  | Lajos Portisch                 | 6½                         |                                  |     |              |              |  |  |        |        |